# Fortnite Battle Royale
Fortnite Battle Royale é um jogo eletrônico free-to-play do gênero battle royale desenvolvido e publicado pela Epic Games. Foi lançado como um título de acesso antecipado para Microsoft Windows, PlayStation 4 e Xbox One em setembro de 2017, para iOS em abril de 2018, Nintendo Switch em junho de 2018, e uma versão para Android em julho de 2020. Versões para PlayStation 5 e Xbox Series X estão previstas para o final de 2020. É um modo de jogo de Fortnite da Epic, e um spin-off de Fortnite: Save the World, um jogo cooperativo de sobrevivência com elementos de construção.
Como em um jogo battle royale, Fortnite Battle Royale pode ser jogado com até 1pp jogadores em um mapa, sozinho, em dupla, trio, ou em esquadrões de até quatro jogadores, tentando ser o último jogador ou grupo vivo matando outros jogadores ou evitando-os, enquanto permanece dentro de uma zona segura que encolhe para evitar o dano letal de uma ventania de tempestade. Os jogadores começam sem vantagens intrínsecas e precisam buscar armas e equipamentos e materiais para ganhar vantagem sobre seus oponentes. O jogo adiciona o elemento de construção de Fortnite; os jogadores podem dividir a maioria dos objetos do mundo do jogo para obter recursos que podem ser usados para construir fortificações como parte de sua estratégia. O jogo apresenta modos multi-plataforma limitados entre as plataformas.
A ideia de desenvolvimento do Fortnite Battle Royale surgiu após o lançamento do PlayerUnknown’s Battlegrounds, que quebrou inúmeros recordes de número de jogadores ao longo de 2017. Vendo seu rápido crescimento e sucesso comercial, a Epic Games viu a oportunidade de criar um modo battle royale próprio. Originalmente lançado como um modo do jogo pago, a Epic lançou uma versão dedicada do jogo oferecido como free-to-play financiado por microtransações, compartilhando a moeda do jogo com o principal jogo Fortnite, que permite que os jogadores comprem ou ganhem itens cosméticos e que personalizem as suas skins. Em julho de 2018, o jogo já obteve mais de 125 milhões de jogadores, e estima-se que tenha ganho mais de 1 bilhão de dólares em microtransações. Fortnite Battle Royale tornou-se um fenômeno cultural, com fluxos do Fortnite quebrando recordes de audiência, e com várias celebridades e atletas afirmando sua apreciação ao jogo.

## Jogabilidade
A principal jogabilidade de Fortnite Battle Royale segue o formato padrão do gênero Battle Royale. O jogo nominalmente é jogado por conta própria, ou em um esquadrão de dois a quatro jogadores, com até 100 jogadores participando de cada rodada. A rodada começa com os jogadores, sem armas, saltando de ônibus flutuantes ("Ônibus de Batalha"), em seguida, implantando um planador em uma região de terra. O layout fixo da ilha inclui vários pontos de referência e locais nomeados, enquanto uma distribuição aleatória de armas, escudos e outros recursos de suporte de combate podem ser encontrados ao pesquisar prédios e outros locais. O objetivo é ser o último jogador ou time vivo, eliminando ou evitando outros jogadores. Com o tempo, a zona segura do jogo (representando o olho de uma tempestade que está devastando o mundo), diminui de tamanho, e os jogadores pegos fora da zona sofrerão danos, potencialmente morrendo. Isso direciona os jogadores sobreviventes para espaços mais apertados, forçando os encontros dos jogadores. Os jogadores podem pilhar inimigos derrotados por equipamentos. O fornecimento aleatório de gotas ocorrerá durante uma partida, fornecendo armas e itens aleatórios. Como no jogo Fortnite original, Fortnite Battle Royale é jogado principalmente em uma perspectiva em terceira pessoa, com a habilidade de mudar para a primeira pessoa ao usar armas com miras telescópicas.
A principal distinção de Fortnite Battle Royale em relação aos outros jogos do mesmo gênero, é o sistema de construção, que se originou do jogo de sobrevivência Fortnite original. Quase todos os objetos no ambiente podem ser destruídos e colhidos para materiais (madeira, pedra e metal), que podem então ser usados para construir fortificações de durabilidade limitada, como paredes, rampas, pisos e telhados, que podem ser usados para ajudar a atravessar o mapa, proteger o jogador de tiros ou diminuir a progressão de outros jogadores.
O jogo é gratuito para jogar, suportado por microtransações que permitem aos jogadores comprarem "V-Bucks", a moeda interna do jogo. Os V-Bucks também são compartilhados com o jogo principal: Fortnite Save the World, que oferece aos jogadores a oportunidade de ganhar V-Bucks completando missões diárias. V-Bucks podem então serem utilizados para comprar melhorias cosméticas para o jogador (heróis, personagens e skins de armas e emoticons). O jogo é executado como temporadas, com duração de cerca de 12 semanas cada. Cada temporada introduz um novo conjunto de itens cosméticos que podem ser obtidos, que de outra forma não estão disponíveis fora dessa temporada. Eles são oferecidos por meio de um passe de batalha de pista dupla, que apresenta várias camadas pelas quais os jogadores passam ganhando experiência ao completar objetivos dentro do jogo e seu desempenho geral durante as partidas, enquanto adquirem recompensas estéticas ou outros itens no processo. Cada jogador tem acesso à faixa "livre" do Passe de Batalha, que oferece menos prêmios que devem ser ganhos ao limpar vários níveis, enquanto os jogadores também podem adquirir a faixa "premium" com V-Bucks (custando aproximadamente US$10), que oferece desafios mais diversos e concede prêmios para todos os níveis que o jogador liberar. Os jogadores podem usar os V-Bucks para completar os níveis assim que tiverem um passe de batalha.

### Alterações em andamento
Desde o seu lançamento, a Epic Games adicionou mais recursos, como novas armas, máquinas de venda automática, carrinhos de compras movidos a foguete e carrinhos de golfe para serem usados como veículos improvisados. A Epic também pode implantar hot-fixes no jogo para ajustar aspectos como atributos de armas e distribuição, empurrando-os em minutos se necessário, caso eles ou jogadores descubram problemas críticos ou bugs. Uma distinção adicional para Fortnite Battle Royale é a criação de uma narrativa maior que é exibida através de mudanças no mapa do jogo, que geralmente se correlacionam com o início e o fim da temporada no jogo. Por exemplo, no período que antecedeu a quarta temporada, que começou em maio de 2018, os jogadores viram várias estrelas cadentes cruzarem os céus, seguidas por um cometa gigante que se aproximava do solo; No início da quarta temporada, o cometa atingiu um dos locais no mapa, deixando uma cratera gigante, entre outras mudanças. Isso está ligado a várias novas skins cosméticas relacionadas a super-heróis e super-vilões que estavam disponíveis naquele mês. A Epic tem a capacidade de criar eventos personalizados que ocorrem em todos os servidores do jogo simultaneamente; o primeiro exemplo disso foi uma contagem regressiva que levou ao lançamento de um foguete gigante em junho de 2018, que, depois disso, deixou rachaduras nos céus que cresceram desde aquele evento.
A Epic tem a capacidade de incluir modos de tempo limitado (LTM) dentro do jogo, o que fornece à Epic recursos experimentais e obtém feedback dos jogadores para melhorar. Uma de suas primeiras adições foi um modo 50 vs 50, colocando os jogadores aleatoriamente em uma das duas equipes e jogando-os em lados opostos do mapa, dando tempo a duas equipes para reunir recursos, criar fortificações e caçar a outra equipe antes que a tempestade se mova. Pouco depois do lançamento do filme Avengers: Infinity War, a Epic publicou um evento patrocinado pela Marvel que apresentava o Infinity Gauntlet que se reproduzia aleatoriamente no mapa; qualquer jogador que equipado se tornou o Thanos com habilidades adicionais. Um sandbox Playground LTM foi introduzido em junho de 2018, que dá a quatro jogadores uma hora para coletar recursos e construir o que quisessem antes da tempestade entrar e terminar a rodada; A Epic anunciou planos para tornar isso um modo permanente no jogo.
A Epic afirmou que eles pretendem adicionar um modo competitivo classificado no futuro. Um modo competitivo preliminar, o Solo Showdown, durou um tempo limitado a partir de maio de 2018, classificando os jogadores por sua colocação final em partidas e recompensando os competidores de melhor colocação com V-Bucks.

### Alterações por temporada
O jogo foi lançado inicialmente sem qualquer cronograma, mas a partir do lançamento da 2ª temporada em dezembro de 2017, a Epic forneceu novos conteúdos, incluindo novos cosméticos, novos elementos de jogabilidade e mudanças no mapa do jogo, em uma base de 10 semanas. Isso também introduziu o uso do passe de batalha para os jogadores obterem alguns desses novos conteúdos, completando desafios e ganhando experiência.

#### Capítulo 1
| Temporada     | Período                              | Descrição |
| ------------- | ------------------------------------ | --- |
| 1ª temporada  | Setembro de 2017 – Dezembro de 2017  | Retroativamente considerada a primeira temporada no início da segunda. |
| 2ª temporada  | Dezembro de 2017 – Fevereiro de 2018 | Introdução do passe de batalha. Tema medieval. |
| 3ª temporada  | Fevereiro de 2018 – Abril de 2018    | Tema espacial. |
| 4ª temporada  | Maio de 2018 – Julho de 2018         | Tema de superherói. Antes do início da quarta temporada, os jogadores observaram estrelas cadentes cruzando o mapa do jogo durante a terceira temporada, que mais tarde se tornaram pequenos meteoritos que atingiram o solo e causaram alguns danos. Em todos os jogos, um grande meteoro também começou a aparecer, a caminho de acertar o mapa do jogo para coincidir com o início da 4ª temporada, destruindo completamente um dos principais marcos. |
| 5ª temporada  | Julho de 2018 – Setembro de 2018     | Tema de viagem no tempo. Antes desta temporada, a Epic estabeleceu um evento único em todos os jogos em 30 de junho de 2018, que disparou um foguete de um covil de vilão que criou fendas interdimensionais no mapa. As fendas aumentaram nos dias seguintes, com alguns objetos no jogo desaparecendo e novos objetos de outros períodos de tempo aparecendo. Como parte de seu marketing, a Epic plantou uma versão real da placa do restaurante "Durrr-Burger" no deserto da Califórnia, com pistas apontando para locais da versão real das lhamas de saque do jogo localizadas em todo o mundo. A temporada começou com as mudanças do mapa devido a essas fendas, enquanto as fendas permaneceram como um elemento de jogabilidade dentro da temporada, teletransportando o jogador para uma elevação elevada e para remarcar em outro lugar no mapa. |
| 6ª temporada  | Setembro de 2018 – Dezembro de 2018  | Tema de trevas. Perto do final da quinta temporada, outro evento único ocorreu em que as fendas criadas pelo lançamento do foguete se fecharam, deixando um grande cubo roxo com glifos em sua superfície no mundo do jogo, que os jogadores apelidaram de "Kevin". Kevin moveu-se lentamente pelo mapa, em certos pontos deixando para trás glifos que criavam áreas de jogo de baixa gravidade. Kevin terminou sua jornada caindo no Lago Loot, tornando sua água roxa e tornando-a uma superfície insuflável. No início da sexta temporada, os céus acima do mapa escureceram e Kevin ressurgiu do lago, levantando a ilha e a mansão de Loot Lake no ar e, ocasionalmente, movendo-a para lugares diferentes acima o mapa. O lago é então renomeado como "Lago Leaky", tornando-se um redemoinho que levita qualquer um que se aproxima dele. Vários outros lugares no mapa se tornaram "corrompidos", onde os jogadores podiam encontrar Shadow Stones, o que os torna temporariamente invisíveis, capazes de se mover mais rápido e passar por objetos, mas incapazes de usar armas. Ao longo da temporada, a ilha flutuante atravessou o mapa até os pontos onde Kevin havia deixado os glifos, levantando uma pequena parte da terra como uma ilha flutuante em miniatura. Eventualmente, os glifos de sete ilhas flutuantes foram ativados, dividindo a mansão e a ilha que Kevin estava levitando e espalhando pedaços do cubo pelo mapa, que então invocou criaturas alienígenas transdimensionais chamadas "Monstros do Cubo". Os Monstros tornam-se uma nova ameaça lateral para todos os jogadores e podem ser facilmente mortos com armas especiais para recompensas de saque e escudo. Dias depois que a incursão alienígena começou, Kevin ficou instável e finalmente explodiu, destruindo a ilha que estava segurando e teleportando todos os jogadores para um vazio branco e sem fundo, onde uma borboleta em forma de fenda apareceu. Os jogadores então tocam a borboleta e são levados de volta ao mundo do jogo, onde Lago Leaky volta a ser um lago normal com várias pequenas ilhas contendo um Stonehenge feito com os remanescentes de Kevin. |
| 7ª Temporada  | Dezembro de 2018 – Fevereiro de 2019 | Tema de inverno. Quando a sexta temporada terminou, uma nuvem de neve apareceu no canto do mapa, seguida por um grande iceberg chamado "Pico Polar" no início da 7ª Temporada, que colidiu com a ilha e cobriu um terço do mapa de neve. Posteriormente, uma grande esfera de gelo apareceu acima do castelo no topo do "Pico Polar", alertando para uma tempestade de inverno. Logo, o Rei do Gelo, que havia sido preso no castelo, surgiu para lançar um feitiço que desencadeou uma tempestade de inverno em todo o mapa, invocando monstros de gelo para atacar jogadores. |
| 8ª Temporada  | Fevereiro de 2019 – Maio de 2019     | Tema de piratas e caça ao tesouro. Nos últimos dias da sétima temporada, a ilha foi abalada por terremotos que criaram rachaduras no solo, eventualmente anunciando o surgimento de um grande vulcão no canto nordeste do mapa que retirou todas as construções ao redor e as substituiu por novos locais, "Praia da Preguiça" e "Degraus Divinos", além de várias poças de lava ao redor do vulcão. Perto do final da temporada, um evento especial chamado "The Unvaulting" aconteceu, o que levou os jogadores a uma dimensão chamada "NEXUS" e permitiu que eles escolhessem uma arma para ser reintroduzida no jogo. Depois que a polêmica Drum Gun ganhou a votação, o vulcão entrou em erupção e as rochas vulcânicas atingiram e destruíram as Torres Tortas, além de prejudicar gravemente a Via do Varejo e o Pico Polar. |
| 9ª Temporada  | Maio de 2019 – Julho de 2019         | Tema futurista. No início, as áreas destruídas pela 8ª temporada foram reconstruídas usando desenhos e materiais futuristas. Os jogadores observaram um grande monstro nadando fora da ilha e pegadas estranhas em outros locais. Drones perto do Vault começaram simultaneamente a construir um robô gigante. Em um evento no final da temporada, o robô ativou e atacou o monstro, invadindo a ilha. O robô acabou vencendo o monstro com uma espada gigante e, em seguida, voou, deixando o cadáver e a espada do monstro para trás, além de um orbe brilhante gigante. O orbe continuou a crescer durante a parte restante da temporada e, através do trailer da Temporada X, ele foi ativado, fazendo com que os jogadores voltassem no tempo, momentos antes da colisão do meteoro que iniciou a Temporada 4. |
| 10ª Temporada | Agosto de 2019 - Outubro de 2019     | É a temporada final do Capítulo 1. Os remanescentes da explosão do orbe na Temporada 9 deixaram várias zonas de fenda abertas pelo mapa, trazendo de volta locais que foram perdidos devido a outras mudanças de mapa nas temporadas anteriores e mudando-os um pouco, como a área onde o meteoro havia pousado anteriormente. A temporada culminou quando o Visitante, um ser misterioso que chegou com o meteoro, lançou um foguete que criou numerosas fendas, das quais surgiram foguetes menores, controlados pelos "Sete", que atingiram toda a ilha, criando um buraco negro e consumindo o jogo inteiro em si. Após esse evento, o jogo ficou impossível de jogar por cerca de 36 horas, com as telas do jogo mostrando apenas um buraco negro. Durante esse período, os jogadores poderiam digitar o código Konami para jogar um mini-jogo. Os remanescentes da explosão da esfera na Temporada 9 deixaram várias zonas de fenda abertas pelo mapa, trazendo de volta locais que foram perdidos devido a outras mudanças de mapa nas temporadas anteriores, como a área onde o meteoro pousou anteriormente. |

#### Capítulo 2
| Temporada    | Período                             | Descrição |
| ------------ | ----------------------------------- | --- |
| 1ª Temporada | Outubro de 2019 – Fevereiro de 2020 | Introduziu um novo mapa após a destruição do mapa antigo do buraco negro no final do Capítulo 1, 10º Temporada. Isso também introduziu várias novas mecânicas, como pegar companheiros de equipe (ou inimigos) abatidos e carregá-los para diferentes locais ou jogá-los, e também a capacidade de nadar e pescar saques. Barcos também foram adicionados ao jogo, o que aumentou a mobilidade na água. Fortnite retornou, com "The Final Reckoning" e o "Storm King" chegando à ilha. Depois, a ilha voltou ao seu estado normal. Em novembro de 2019, a temporada foi estendida até fevereiro de 2020, na qual incluiu um evento com tema de inverno, um evento ao vivo e recompensas para todos. Em 14 de dezembro, o Millennium Falcon chegou à ilha de Fortnite para um evento ao vivo. Eles foram emboscados por 6 TIE fighters, nos quais foram derrotados e todos caíram no mapa. Em 24 de dezembro, o mapa estava coberto de neve, fazendo com que tempestades de neve aparecessem e reduzissem a visibilidade de maneira leve ou ampla. O capítulo foi estendido duas vezes, uma vez para 8 de fevereiro e outra para 20 de fevereiro. |
| 2ª Temporada | Fevereiro – Junho 2020              | Temporada com tema de agente secreto. Nos trailers, é mostrado que vários personagens de temporadas passadas estão de fato trabalhando para uma agência, em duas divisões: Espectro (branco) e Sombra (preto). Essas facções determinam a variante das skins. As duas facções competem entre si em jogos de espionagem. Vários pontos de referência escondem pequenos cofres para agentes de qualquer facção que podem ser invadidas e saqueadas. Várias bases secretas são estabelecidas ao longo da costa e no centro da ilha, cada uma fortemente protegida por pequenas torres de defesa automática, muitos capangas e um poderoso agente de elite único armado com uma arma poderosa, controlado por inteligência artificial. Os jogadores recebem certos métodos de comprometer as defesas das bases, como adotar disfarces e desativar a fonte de energia do sistema de defesa, e são capazes de invadir o cofre de uma base e obter itens valiosos ao derrotar seu agente de elite. O passe de batalha da temporada permite aos jogadores desbloquear roupas baseadas nesses agentes de elite, e completar missões para, eventualmente, desbloquear uma versão específica de facção exclusiva deles (Fantasma ou Sombra) por meio de uma missão final, e também obter a skin secreta que foi revelada como sendo Deadpool. Os jogadores também podem "sacudir" os inimigos abatidos para expor brevemente a localização de seus aliados. A temporada foi originalmente planejada para terminar no final de abril de 2020, mas foi adiada para 4 de junho. |
| 3ª Temporada | Junho –Agosto 2020                  | Tema de oceano. Em um evento ao vivo nos últimos dias da temporada 2, a Agência acionou um dispositivo que estava construindo em sua base; isso teve o efeito de afastar por um momento a tempestade, mas fez também com que a ilha afundasse, um muro de água retido apenas por um escudo enfraquecedor. No jogo, a água agiu como a tempestade, pois restringia a área de jogo no mapa e os jogadores presos dentro dela sofriam dano, embora os jogadores sejam capazes de nadar com melhor mobilidade enquanto dentro da parede de água. Parte da temporada incluiu conteúdo promocional do Aquaman, e durante a temporada os níveis de água foram diminuindo, revelando mais tarde parte do mapa chamado Castelo do Coral, que indicava ser a cidade de Atlantis. |
| 4ª Temporada | Agosto – Dezembro 2020              | Tema da Marvel. Esta temporada contém um passe de batalha com o tema da Marvel, com vários super-heróis e super-vilões do universo Marvel. Os super-heróis incluídos são Thor, Mulher-Hulk, Groot, Tempestade, Dr. Destino, Mística, Homem de Ferro e Wolverine como a skin "secreta". Galactus é mencionado como aquele que está se aproximando da ilha do Fortnite para consumir o "Nexus". |
| 5ª Temporada | Dezembro 2020 – Março 2021          | Tema de caçadores de recompensas. Após Galactus ter quase consumido o Ponto Zero e desestabilizá-lo, a Ordem Imaginada, (uma agência que tenta estabilizar o Ponto Zero e não deixa ninguém sair do Loop) chama os melhores caçadores de recompensas das realidades. Entre eles estão Panqueco, Kondor, Mave, Reese, Lexa, Menace, o Mandaloriano e Predador como a skin secreta da temporada. Foram adicionados NPCs para interagir, comprar armas exóticas, desafiá-los para ganhar suas armas, contratá-los e ganhar ouro, a nova moeda de troca. Além disso dois bosses foram adicionados. O Mandaloriano, que ao matá-lo você ganha sua mochila a jato e seu blaster, e o Predador, que ao matá-lo, ele te dá ouro, algum loot e seu dispositivo, que te deixa invisível por 30 segundos. |
| 6ª Temporada | Março – Junho 2021                  | Tema Selvagem ("Primal", primitivo). Jones recebe ajuda de outro líder dos Sete, a Fundação, para ajudar a estabilizar o Ponto Zero em troca de informações sobre três outros membros dos Sete, o Visitante, o Cientista e o Paradigma, respectivamente; experiência em single-player pela primeira vez na história do jogo. Depois de concluído e o Ponto Zero estabilizado, um novo local chamado Pináculo é criado no centro da ilha, substituindo a tecnologia moderna da área circundante por ferramentas primitivas, com a Fundação presa dentro do Pináculo. Além disso, criaturas/animais selvagens agora vagam pelo resto da ilha. Personagens de crossover licenciados que são novos nesta temporada incluem Lara Croft de Tomb Raider, Ravena de Teen Titans e Aloy de Horizon Zero Dawn, com Neymar Jr. chegando mais tarde. |
| 7ª Temporada | Junho - Setembro de 2021            | Invasão alienígena temática. Perto do final da temporada anterior, OVNIs começaram a aparecer na Ilha. Eles sequestraram jogadores e os teletransportaram para outras áreas do mapa. Os alienígenas, conhecidos como a Última Realidade invadiram a Ilha, resultando na Ordem Imaginada, que surgiu do subsolo, liderada por seu líder Doutor Slone. A temporada se concentrou na guerra entre a Ordem Imaginada e os Alienígenas. Eles chegaram em sua nave-mãe colossal e assim que chegaram, a nave-mãe enviou um grande raio para o Pináculo, destruindo-o e sem querer libertando a Fundação, que acabou sendo atirada para um oceano misterioso, mais tarde revelado estar em Gotham City. No final da temporada, o Doutor Slone traçou um plano para lançar bombas furtivas sobre a Nave Mãe, esperando que a Invasão acabasse. Depois que as bombas são trazidas para a nave-mãe com a ajuda de vários Loopers, é então revelado que a nave-mãe era alimentada por vários cubos, assim como Kevin da temporada 6. Conforme a nave-mãe explode e é destruída, grandes destroços e vários cubos desabam na Ilha, terminando com a Invasão. Entre os personagens crossover oferecidos através do battlepass incluem Superman e Rick Sanchez de Rick e Morty. |
| 8Temporada   | Setembro - Dezembro de 2021         | Tema Darkness / Cube (conhecido como "Cubo"). Isso marca a última temporada do capítulo 2. Os cubos que caíram na ilha estão todos espalhados pela ilha, ao lado da misteriosa aparição de um cubo dourado. A temporada segue a corrupção da Ilha pelos Cubos enquanto eles abrem portais para uma realidade cheia de monstros chamada Sideways e causam estragos em toda a Ilha. Perto do final da temporada, do cubo dourado apareceu a Rainha do Cubo, a líder dos Cubos. Seu principal objetivo é destruir todas as realidades, ela se deitou em uma esfera dourada por mais de um mês. Eventualmente, ela explodiu para fora da esfera, convocando um portal para a Última Realidade, fazendo com que vários OVNIs e Nave-Mãe explodissem seus canhões e destruíssem a Ilha. No entanto, a Fundação, que escapou de Gotham City, consegue chegar à Ilha e resgatar Jones (que estava no cativeiro de Slone o tempo todo). Na tentativa de salvar a Ilha, a Fundação usa um dispositivo para virar a Ilha, e é revelado que do outro lado da Ilha havia outra o tempo todo. À medida que as forças da Rainha Cube continuam a destruir a Ilha, a Ilha é lentamente virada e, do outro lado, surge um novo mundo com segredos para explorar. [79] Entre os personagens crossover oferecidos através do Battlepass e da Loja de Itens do jogo estão Carnage da Marvel, Paul Atreides e Chani de Dune, Chris Redfield e Jill Valentine da série Resident Evil, inx de League of Legends e Naruto Uzumaki e 3 outros de Naruto: Shippuden.                        |

#### Capítulo 3
| Temporada    | Período                         | Descrição |
| ------------ | ------------------------------- | --- |
| 1ª Temporada | Dezembro de 2021- Março de 2022 | Intitulado "Invertido". Isso marca o início do Capítulo 3 de Fortnite Battle Royale. Depois do evento ao vivo "O Fim", a Ilha virou de cabeça para baixo, trazendo novos locais à vista. Entre os personagens crossover oferecidos através do Battlepass e da Loja de Itens do jogo estão The Foundation, Homem-Aranha (incluindo skins baseadas em Spider-Man: No Way Home), Marcus Fenix e Kait Diaz de Gears of War, e Boba Fett baseado em sua aparição no Livro de Boba Fett. |
| 2ª Temporada | Março - Junho de 2022           | Intitulada de "Resistência", agora a Ordem Imaginária encontrou seu caminho para a ilha através de exercícios e está lutando contra as forças dos Sete para recuperar a Ilha para si e os "Loopers" estão prontos para a batalha. Entre os personagens de crossover oferecidos através do Passe de Batalha ou Loja de Itens estão Doutor Estranho e Gatuno da Marvel, Cavaleiro da Lua e Chloe Kim. Nos primeiros dias da temporada, a mecânica de construção foi removida. Eventualmente, um modo sem construção foi adicionado ao lado dos principais modos de construção. A Epic Games anunciou que doaria todos os rendimentos doS V-Bucks para a Ucrânia por conta da invasão russa na Ucrânia em 2022. |
| 3ª Temporada | Junho - Setembro de 2022        | Intitulada de "Na Vibe", tem um tema de festa. Após a derrota da Ordem Imaginária, uma Árvore da Realidade floresceu e espalhou cogumelos gigantes para muitas partes da ilha. Entre os personagens de crossover oferecidos pelo Passe de Batalha e pela Loja de Itens estão Darth Vader de Star Wars, Indiana Jones e Goku, Vegeta, Bulma e Beerus de Dragon Ball. |

### Modos e elementos promocionais
Logo após o lançamento do filme Avengers: Infinity War, a Epic realizou um evento patrocinado pela Marvel que contou com a Manopla do Infinito que aparecia aleatoriamente no mapa; qualquer jogador que o equipava se tornava o Thanos com habilidades adicionais. Um segundo modo baseado nos Vingadores foi lançado após o lançamento de Avengers: Endgame, onde os jogadores são divididos aleatoriamente entre os exércitos dos Vingadores e Chitauris, procurando as Jóias do Infinito junto com a Manopla. Desde então, outros conteúdos promocionais de outras propriedades comerciais, incluindo itens cosméticos e recursos de mapas, estevem disponíveis por períodos limitados em Fortnite, normalmente na época das estreias ou das primeiras transmissões dessas obras. Essas propriedades comerciais incluem Ralph Breaks the Internet, John Wick, Stranger Things, Star Wars, e Birds of Prey.
Os eventos promocionais não relacionados ao jogo incluem:
- O artista de EDM, Marshmello, realizou um concerto virtual no local de Pleasant Park em 2 de fevereiro de 2019 em todos os servidores do jogo,[40] estimados em mais de 10 milhões de jogadores assistindo ao vivo.[41]
- Em 14 de dezembro, uma prévia especial de Star Wars: The Rise of Skywalker foi exibida no local Risky Reels,[42] que contou com o retorno do imperador Palpatine em um segmento de voz que foi mencionado no rastreamento de abertura do filme.[43][44]
- Travis Scott apresentou canções de seu álbum Astroworld como parte de uma turnê virtual "Astronomical" em Fortnite em vários concertos ao vivo entre 23 e 25 de abril de 2020, incluindo a estreia de uma nova canção, "The Scotts", com Kid Cudi.[45] A primeira apresentação em 23 de abril foi estimada em mais de 12,3 milhões de jogadores assistindo.[46] Junto com esses shows, o evento incluiu uma nova skin cosmética baseada em Scott, além de outros cosméticos relacionados disponíveis para compra no jogo.[47]

## Desenvolvimento
Fortnite foi revelado pela primeira vez pela Epic Games em 2011, considerado uma combinação de Minecraft e Left 4 Dead, pois quatro jogadores trabalhariam juntos para buscar recursos para construir fortificações, armadilhas, armas e outros objetos para sobreviver a ataques de monstros. O jogo acabou com um período de desenvolvimento prolongado, em partes, devido a pressões externas, como a transição da indústria para um modelo de jogos como serviço, e mudanças internas de foco dentro da Epic (incluindo atenção ao primeiro título free-to-play: Paragon) para enfrentar os desafios externos. Durante este período, a Epic fez um acordo com a Tencent, dando a eles cerca de 40% da empresa em troca de seu apoio aos jogos como uma abordagem de serviço, bem como acesso imediato ao mercado chinês de videogames. Fortnite foi confirmado para ter um lançamento planejado para 2018 em junho de 2017, com um período de acesso antecipado pago começando um mês depois; o jogo é planejado de outra forma como um título free-to-play suportado por microtransações. Com o lançamento em acesso antecipado, o jogo apresentava seu modo de jogo principal, Save the World, onde os jogadores em equipes de até quatro pessoas trabalhariam cooperativamente para sobreviver e completam objetivos em mapas gerados aleatoriamente.
Durante a última parte do desenvolvimento de Fortnite, o PlayerUnknown’s Battlegrounds foi lançado em março de 2017 para PCs em acesso antecipado, e rapidamente se tornou um jogo popular e bem sucedido, tornando-se o exemplo definitivo do gênero Battle Royale. De acordo com Mustard, a equipe da Epic "amava jogos Battle Royale como [Battlegrounds]" e explorou como eles poderiam fazer um modo similar dentro do motor gráfico de Fortnite. Eles mantiveram este modo em uma equipe de desenvolvimento separada do jogador principal contra os modos de ambiente para experimentação e para não jogar fora o equilíbrio no jogo principal. O desenvolvimento do modo Battle Royale foi liderado por Eric Williamson, com Zack Estep como líder de produção. O objetivo deles era desenvolver rapidamente o modo Battle Royale a partir do núcleo do modo Save the World, adiando quaisquer características complexas que já não estivessem no lugar de lançar o novo modo o mais rápido possível; enquanto eles exploraram tais ideias potenciais, eles evitaram a inclusão até que o modo principal fosse lançado. O desenvolvimento do modo Battle Royale levou cerca de dois meses, a partir de julho de 2017, após o lançamento do modo Save the World, e foi auxiliado pela equipe da Unreal Tournament. As principais diferenças para Battle Royale que diferenciam de Save the World incluíam uma progressão mais limitada de armas, um pequeno subconjunto de armadilhas e um terreno mais suave e natural para os mapas. Eles também queriam que os jogos não demorassem mais de 25 minutos, o que levou a algumas decisões de quais elementos de Save the World não seriam transferidos. Eles tinham incluindo o mecanismo de fortificações de prédio de Fortnite, não sabendo como os jogadores iriam usar isso porque a zona de segurança continuaria encolhendo, mas descobriram rapidamente que o mecanismo ajudava a distinguir o jogo de Battlegrounds e era usado por jogadores experientes para ganhar partidas e desde que implementou mais recursos para ajudar os jogadores a construir rapidamente bases temporárias.

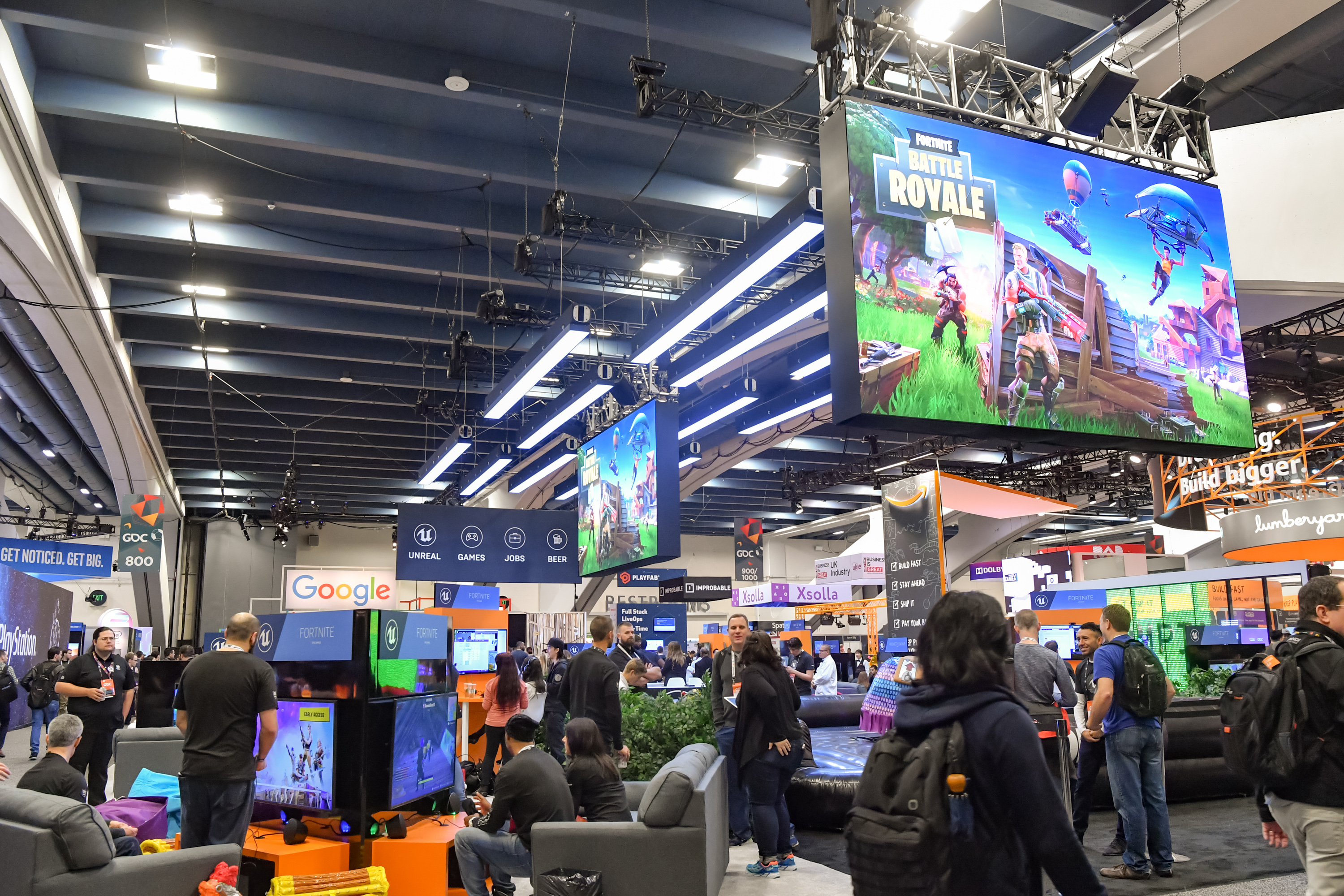
Fortnite Battle Royale no Game Developers Conference 2018.

Nesses dois meses de desenvolvimento, o plano da Epic era incluir Battle Royale dentro do jogo pago Fortnite, e originalmente anunciou essa abordagem publicamente no início de setembro de 2017. Apenas duas semanas antes de ser lançada, a Epic decidiu torná-la uma versão separada como um título gratuito, temendo que tê-lo como parte do pacote pago iria retardar o crescimento do título. A Epic anunciou essa mudança formalmente cerca de uma semana após o primeiro anúncio de Battle Royale, permitindo que aqueles que haviam comprado o acesso antecipado a Fortnite, antecipando-se a esse modo, solicitassem restituições. Este lançamento, que venceu Battlegrounds para consoles, causou alguma preocupação com o desenvolvedor de Battlegrounds Bluehole, como eles tinham trabalhado em estreita colaboração com a Epic para a Unreal Engine e estavam preocupados que Fortnite poderia incluir recursos planejados para seu modo Battle Royale antes que eles pudessem liberar aqueles em Battlegrounds.
Com a popularidade de Fortnite Battle Royale no início de 2018, a Epic separou uma equipe de desenvolvimento separada para se concentrar em melhorias para este modo. A Epic disse que a atenção deles para o Fortnite estava fazendo com que alguns de seus outros jogos vissem populações de jogadores mais baixas, levando-os a reduzir os esforços de desenvolvimento nesses jogos, particularmente Paragon. No final de janeiro de 2018, a Epic anunciou que encerraria o desenvolvimento de Paragon em abril daquele ano, oferecendo restituição para todos os jogadores. Jogadores em um fórum do Reddit dedicado a Fortnite expressaram preocupações de que um destino similar poderia acontecer ao modo Save the World de Fortnite, já que externamente, o modo Save the World não recebeu a mesma atenção em fornecer atualizações e melhorias em comparação ao modo Battle Royale desde o lançamento desse modo.

### Localização
A Tencent, que é proprietária parcial da Epic Games, levará Fortnite Battle Royale para a China; A empresa já está envolvida em trazer e apoiar Battlegrounds na China também. A Tencent planeja gastar até 15 milhões de dólares para ajudar a promover o jogo na China, organizar torneios de eSports e lutar contra a violação de direitos autorais e clones de Fortnite que apareceram no país. A Epic também está trabalhando com a Neowiz Games para trazer uma versão de Fortnite para as salas de PCs coreanas no segundo trimestre de 2018.

### Relançamentos
Um lançamento de Fortnite Battle Royale para o Nintendo Switch havia sido revelado na semana anterior à E3 2018, em junho de 2018. Durante a apresentação do Nintendo Direct, a Nintendo e a Epic Games anunciaram o lançamento de Fortnite Battle Royale para o Nintendo Switch, suporte a jogos multiplataforma com computador, Xbox One e usuários móveis; esses usuários podem carregar seu inventário, status do Battle Pass e a moeda do jogo entre essas plataformas por meio de sua conta de usuário da Epic. O jogo foi lançado em 12 de junho de 2018, no mesmo dia do anúncio. É o primeiro jogo a suportar chat de voz direto através do console do Switch. Os jogadores, no entanto, observaram que a versão do Switch não pode ser vinculada às contas da Epic Games que foram usadas em qualquer momento com a versão do PlayStation 4, ou vice-versa; isso foi confirmado como resultado da decisão da Sony de não apoiar o jogo entre plataformas, ao invés de uma escolha que a Epic havia feito.
Em março de 2018, a Epic anunciou que estava desenvolvendo o Fortnite Battle Royale para dispositivos móveis Android e iOS. Essas versões tem compatibilidade entre plataformas das versões Windows, macOS e Xbox One. Embora a Epic Games tenha manifestado interesse em ter um jogo multiplataforma completo com versões para computador, celular, PlayStation 4 e Xbox One, a interação entre PlayStation 4 e Xbox One é um problema relacionado às políticas da Sony, segundo a Microsoft. Os jogadores de dispositivos móveis se jogarem sozinhos ou em esquadrões com outros jogadores móveis são feitos em combinação com apenas outros jogadores móveis; No entanto, os jogadores podem usar o jogo entre plataformas para se juntar a esquadrões em outras plataformas, e o matchmaking considerará todas as partidas disponíveis.
A versão para iOS foi lançada primeiro e esperava-se que seguidamente uma versão para Android fosse lançada em meados de 2018. A versão beta para dispositivos iOS foi lançada em 15 de março de 2018, e aberta a todos os jogadores em 2 de abril de 2018. A Epic Games declarou que não era possível lançar a versão Android simultaneamente com a versão iOS, e se recusou a fornecer uma data concreta de lançamento para ela, porque os desenvolvedores queriam passar alguns meses certificando-se de que o jogo fosse compatível com tantos dispositivos Android quanto possível, uma tarefa que não é facilmente realizada devido à alta variedade de hardwares que utilizam o sistema Android.
A versão beta para Android de Fortnite Battle Royale foi lançada em 9 de agosto de 2018 com exclusividade de tempo para dispositivos móveis selecionados da Samsung até 12 de agosto de 2018. Em 13 de agosto de 2018, a Epic começou a enviar convites para a versão Android para usuários registrados para dispositivos não-Samsung. A Epic distribuiu o aplicativo para Android de Fortnite Battle Royale diretamente de seu website, em vez de usar a Google Play Store, alegando que deseja ter uma conexão direta com os jogadores do jogo e acredita que a taxa de 30% que o Google recebe de todas as microtransações dos aplicativos da Play Store eram desproporcionais aos tipos de serviços oferecidos pela loja. Especialistas em segurança expressaram preocupação com essa decisão, já que isso exige que os usuários modifiquem as configurações de segurança nas distribuições padrão do Android para permitir que sites de terceiros instalem pacotes de aplicativos Android (APK). Essa configuração pode tornar os usuários, especialmente os mais jovens, propensos a possíveis malwares, incluindo clones de Fortnite que instalam programas maliciosos. O instalador da Epic para Android inclui uma mensagem de aviso após a instalação de que os usuários devem reativar os controles de segurança e avisa os usuários sobre o download apenas de conteúdo de fontes confiáveis.
A versão para iOS de Fortnite Battle Royale, por si só, gerou uma receita de microtransações estimada em 1 milhão de dólares nos primeiros três dias de compras no aplicativo, segundo a empresa de análise Sensor Tower. A Glixel considerou esses números como impressionantes, comparados à taxa de sucesso inicial de outros jogos móveis populares, como Pokémon Go e Clash Royale, que renderam 4,9 milhões e 4,6 milhões de dólares em seus primeiros quatro dias, respectivamente. A Sensor Tower estimou ainda que, após um mês, o título de celular rendeu mais de 25 milhões de dólares em receita, superando as receitas de outros jogos para celular e outros aplicativos de maior faturamento durante o mesmo período.

### Interação multiplataforma
Até setembro de 2018, todos os portes de Fortnite Battle Royale suportavam jogos multiplataforma com outras versões, mas com interação limitada em relação ao PlayStation 4. Ou seja, os jogadores que utilizam as versões de PC e celular podem fazer cross-play com o Xbox One e Nintendo Switch, ou vice-versa. Embora a Epic Games tenha manifestado interesse em ter um jogo multi-plataforma completo em todas as plataformas disponíveis, a contínua recusa da Sony em permitir o cross-play entre o PlayStation 4 e outros consoles tornava isso impossível, segundo a Microsoft. Além disso, enquanto os jogadores podem usar uma única conta da Epic Games para compartilhar o progresso em Fortnite Battle Royale em todas as outras plataformas, aqueles que usaram suas credenciais da PlayStation Network (PSN) para estabelecer sua conta da Epic não podiam usar essa conta em outras plataformas. A restrição de conta foi confirmada como resultado da decisão da Sony de proibir o uso de plataformas cruzadas entre seu PlayStation 4 e outros consoles, ao invés de uma escolha que a Epic havia feito.
Em setembro de 2018, a Sony tomou a decisão de permitir o uso de plataformas cruzadas para o PlayStation 4 para "selecionar títulos de terceiros", começando por Fortnite. Uma versão beta do cliente para o PlayStation 4 que suporta isso foi lançada pela Epic em 26 de setembro de 2018, no mesmo dia do anúncio da Sony.
Os jogadores móveis solo, ou equipes inteiramente constituídas de jogadores móveis, jogarão exclusivamente com outros jogadores móveis por padrão. No entanto, os jogadores podem usar o jogo entre plataformas para se juntar a esquadrões em outras plataformas, e o matchmaking considerará todos os jogos disponíveis.

## Competição profissional

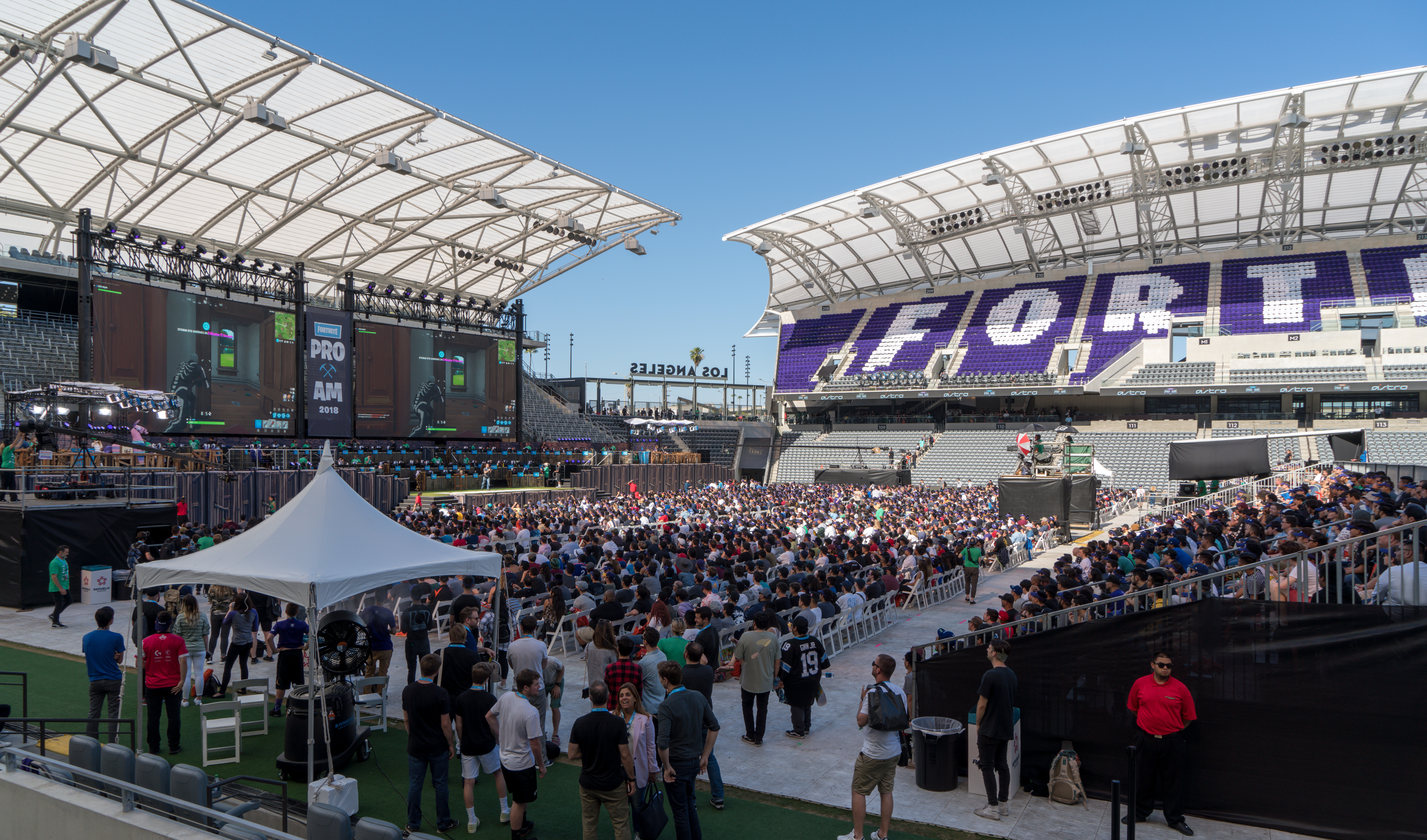
O evento Fortnite Pro-Am na E3 2018.

Uma das primeiras competições profissionais de eSports envolvendo o Fortnite foi o evento Fortnite Pro-Am, realizado em 12 de junho de 2018 durante a Electronic Entertainment Expo 2018, com 3 000 participantes. Este torneio foi anunciado após o sucesso do fluxo de março de 2018 do streamer Tyler "Ninja" Blevins, onde ele jogou ao lado de celebridades como Drake. O evento contou com 50 celebridades emparelhadas com os 50 melhores jogadores de streaming competindo por um total de prêmios de 3 milhões de dólares para serem dados às instituições de caridade das equipes vencedoras. Ninja e seu colega de equipe Marshmello foram os vencedores deste evento.
Em maio de 2018, a Epic anunciou que reservaria 100 milhões de dólares para financiar vários torneios ao longo do ano para ajudar a aumentar o Fornite Battle Royale em um eSport. Durante o Fortnite Pro-Am na E3 2018, a Epic anunciou que estava organizando um evento chamado Fortnite World Cup em 2019, com séries separadas para jogadores solo e equipes de dois jogadores. Todos os jogadores, independentemente da habilidade, teriam a oportunidade de tentar ganhar colocação no evento.
Em meados de 2018, a Epic começou a rodar uma série chamada "Summer Skirmish" durante 8 semanas, cada semana tendo um formato diferente, com 8 milhões de dólares para serem oferecidos aos vencedores ao longo da série. A série teve alguns problemas iniciais; o primeiro evento da semana foi interrompido devido a problemas técnicos com o servidor do jogo, enquanto o segundo evento terminou com acusações de trapaça para o vencedor, que a Epic posteriormente descobriu não serem verdadeiras.

## Recepção

### Número de jogadores e receita
Fortnite Battle Royale tornou-se seu próprio fenômeno, comparado por analistas ao sucesso em atrair jogadores que não são familiarizados com jogos eletrônicos, como World of Warcraft e Minecraft fizeram anteriormente. Fortnite Battle Royale obteve mais de 10 milhões de jogadores duas semanas após o seu lançamento. Em março de 2018, estimava-se que tivesse mais de 45 milhões de jogadores. Três meses depois, em junho de 2018, a Epic anunciou que havia alcançado mais de 125 milhões de jogadores em menos de um ano, com pelo menos 40 milhões de jogadores jogando o jogo uma vez por mês. Dentro de um dia após estar disponível, a versão de Nintendo Switch foi baixada mais de 2 milhões de vezes, de acordo com a Nintendo. No lançamento da 5ª temporada em julho de 2018, a Akamai Technologies informou que o tráfego de Fortnite se aproximava de 37 terabytes por segundo, a maior quantidade registrada de tráfego para qualquer jogo que eles já observaram.
A empresa de análise SuperData estimou que Fortnite Battle Royale faturou mais de 126 milhões de dólares em fevereiro de 2018, superando as receitas de Battlegrounds (PUBG) no mesmo período de 103 milhões de dólares. A SuperData estimou que as receitas de Fortnite em todas as plataformas excedam 223 milhões de dólares para o mês de março. Em abril de 2018, a SuperData estimava que o Fortnite Battle Royale havia ultrapassado as vendas e a contagem de jogadores em todas as plataformas em relação ao Battlegrounds. O jogo gerou 296 milhões de dólares em receita em abril, seguido por 318 milhões de dólares em maio, segundo a SuperData. Em julho de 2018, estimava-se que Fortnite Battle Royale havia arrecadado mais de 1 bilhão de dólares em receita. Antes da 5ª temporada começar em julho de 2018, a Sensor Tower estimou que a versão móvel de Fortnite Battle Royale faturou mais de 1,2 milhão de dólares por dia; após o lançamento da quinta temporada, a receita saltou para 2 milhões de dólares por dia.
Na época do investimento da Tencent na Epic em 2012, a Epic Games teve uma avaliação de 825 milhões de dólares.